# Granville (Manche)
1. WEITERLEITUNG Granville